# Comtat de Sobradiel
El comtat de Sobradiel és un títol nobiliari espanyol creat el 5 de juny de 1639 pel rei Felip IV de Castella amb el nom de "comtat de Las Almunias" a favor d'Álvaro Celdrán de Bolea y Castro, senyor de La Almunia i de Sobradiel. L'any 1660 va ser adquirit pel diputat i militar aragonès Sebastián Cavero i passà dir-se comtat de Sobradiel. Fa servir les armes del llinatge Cavero de Siétamo, que al seu torn les van heretar dels Ahones.
La seva denominació fa referència al poble de Sobradiel (Saragossa).

## Comtes de Sobradiel
|                      | Titular                                           | Període              |
| Creació per Felip IV | Creació per Felip IV                              | Creació per Felip IV |
| -------------------- | ------------------------------------------------- | -------------------- |
| I                    | Sebastián Cavero y Colás                          | 1660-1685            |
| II                   | Faustino-Cayetano Cavero y Cavero                 | 1685-                |
| III                  | Matías Cavero y La Sierra                         | -                    |
| IV                   | Joaquín-Cayetano Cavero y Pueyo                   | -                    |
| V                    | Joaquín-Matías Cavero y Fernández de Heredia      | -1809                |
| VI                   | Joaquín-Florencio Cavero y Tarazona               | 1809-1876            |
| VII                  | Joaquín-Inocencio Cavero y Álvarez de Toledo      |                      |
| VIII                 | José-Ignacio Cavero y Alcíbar-Jáuregui            |                      |
| IX                   | María del Pilar Cavero y Alcíbar-Jáuregui         | -1970                |
| X                    | María del Patrocinio Crespí de Valldaura y Cavero | 1970-1975            |
| XI                   | Sebastián Cavero y Crespí de Valldaura            | 1975-2020            |